# Pasi Salonen
Pasi Juhani Salonen, född 8 november 1965, är en svensk före detta triatlet.
Salonen började cykla som 15-åring och gick på Cykelgymnasiet på Katedralskolan i Skara. 1987 vann han sitt första SM på kortdistans. 1988 blev det en silvermedalj och året efter blev det till dubbla SM-titlar, då han vann både olympisk och medeldistans. Hans bästa internationella resultat är en 12:e plats på EM 1989. Han blev Europamästare för veteraner (H45) 2011 på långdistans.